# Vathýtopos
Vathýtopos, en grec moderne : Βαθύτοπος, est un village du dème de Káto Nevrokópi, dans le district régional de Dráma, en Macédoine-Orientale-et-Thrace, Grèce.
Selon le recensement de 2021, la population du village compte 255 habitants.